# آمیندی
آمیندی (به انگلیسی: [] Error: {{Lang}}: فاقد متن (راهنما)) یک شخصیت تخیلی و ابرقهرمانانه در کتاب‌های کامیک می‌باشد. این کاراکتر به دست فابیان نیکیزا و کرک جاروینن خلق شده و در جهش‌یافته‌های جدید سالانه شماره ۷ام معرفی شد.
جدا از کتاب‌های کامیک، شرکت مارول از آمیندی در دیگر کالاهای خود از جمله پوشاک، اسباب‌بازی، ورق بازی، انیمیشن‌های تلویزیونی و بازی‌های رایانه‌ای استفاده کرده است.